# Michel Abadie
Michel Abadie, né le 10 septembre 1866 à Ayzac-Ost (Hautes-Pyrénées) et mort le   le 15 décembre 1922 à Savigny-en-Sancerre (Cher), est un instituteur, écrivain et poète naturiste français 
Il écrivit notamment L’Angélus des sentes en 1901. Il est publié par la Bibliothèque de l'Association fondée par Fernand Clerget en 1895.

## Biographie
Né dans les Hautes-Pyrénées en 1866, Michel Abadie naît en pleine campagne où il vivra une enfance heureuse qu'il contera dans certains de ses poèmes. Ses études le conduisent à Tarbes où, vers 15 ans, il rencontre Jules Laforgue qui lit ses premières vers et qui restera son ami jusqu'à sa mort. Après avoir publié son premier recueil de poèmes bigourdans, Pécats de yoénesso, en 1887, Abadie commence à diriger une revue littéraire intitulée La Fraternité Littéraire.
Peu de temps après, il est nommé instituteur dans le Cher à Savigny-en-Sancerre  le contraignant à quitter sa province natale. Une fois arrivé sur place, il se dédie à la vie culturelle de la ville en fondant plusieurs groupements artistiques ou d'éducation populaire, tels que les Veillées berrichonnes et en réalisant des conférences à Bourges et à Saint-Amand. En 1888, il fait paraître Le mendieur d'Azur puis Sanglot d'extase en 1891. Dans le même temps, il collabore à la revue La Plume, organe du mouvement symboliste, et à d'autres publications littéraires et pédagogiques. Multipliant les écrits et les publications de recueils, il continue à diriger certaines revues comme La Vie libre et Le Centaure. 
Juste avant le déclenchement de la Première Guerre mondiale, il perd sa fille et publie quelques poèmes avant d'être enrôlé dans l'armée. Il meurt d'épuisement en 1922. 

## Œuvres
- 1887 : Pécats de yoénesso
- 1888 : Le Mendieur d'azur
- 1891 : Sanglots d'extase
- 1895 : Le Pain qu'on pleure
- 1896 : Le Dimanche au village[5]
- 1897 : Les voix de la montagne
- 1897 : Anthologie des instituteurs-poètes, en collaboration avec Martial Besson (1856-1945)
- 1901 : L’Angélus des sentes[6]
- 1907 : Hugo, poète social (conférence faite à Bourges, dont le texte sera publié en 1911)
- 1910 : Le Cœur de la forêt